# Libpolo
Libpolo es una librería de código abierto de gráficos, redes y sonido escrita en lenguaje C, y diseñada para entornos educativos.
Su objetivo es ayudar a enseñar a estudiantes el lenguaje C y C++, y es muy adecuada para cursos de secundaria y de primer año de universidad.
Su funcionamiento se basa en GLUT, y provee una interfaz de usuario muy sencilla. Además permite realizar todas las operaciones de OpenGL.
Es multiplataforma, y funciona en Linux, Mac OS X y Windows.